# Whitehall Street

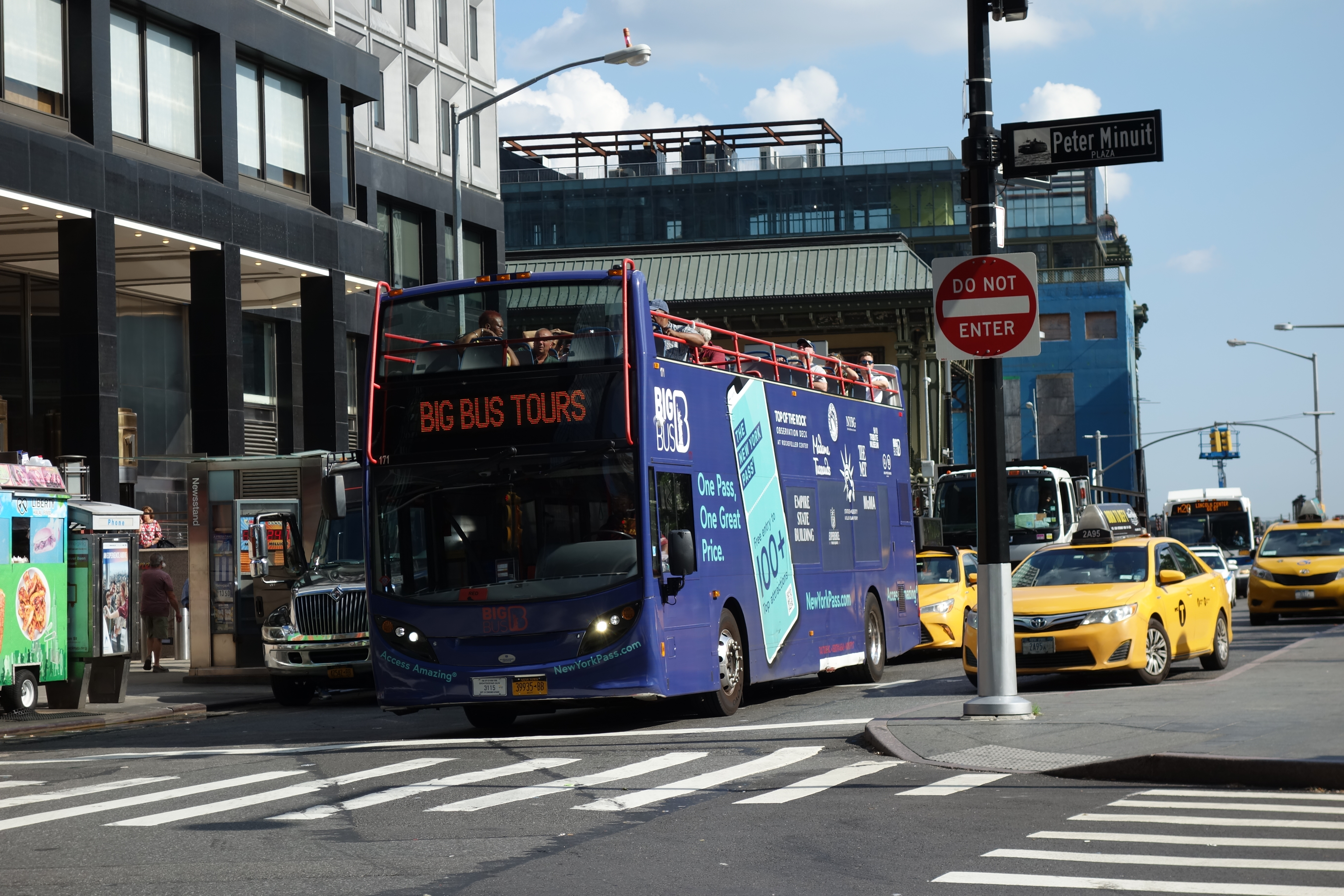
Un bus en Whitehall Street esquina con State Street

La Calle Whitehall (en inglés: Whitehall Street) es una calle en el barrio de South Ferry/Distrito Financiero del Bajo Manhattan en Nueva York, cerca del extremo sur de la isla de Manhattan. La calle empeza en el Bowling Green hacia el norte, donde su continuación es el extremo sur de Broadway. Whitehall Street se estira cuatro cuadras hacia el extremo sur de la autopista FDR Drive, adyacente al Terminal Whitehall del Ferry de Staten Island en terrenos ganados al río detrás de la casa del siglo XVII de Peter Stuyvesant.  
Whitehall Street es una de las calles más antiguas de Nueva York, siendo un camino del siglo XVII en la colonia neerlandesa de Nueva Ámsterdam. Fue conocida como Marckvelt hacia 1658 y como Whitehall Street para 1731. A través de los años, la calle ha sido ensanchada y modificada para acomodar diferentes patrones de tráfico. Whitehall Street contiene varias estructuras, incluyendo el Alexander Hamilton U.S. Custom House y 2 Broadway en su extremo norte. La calle tiene entradas a la estación South Ferry–Calle Whitehall del Metro de Nueva York en sus dos extresmos así como al terminal del Ferry de Staten Island y al Battery Maritime Building en su extremo sur. 

## Descripción
El extremo norte de Whitehall Street es comúnmente ubicado en Stone Street, justo al sur de Bowling Green, donde el tráfico hacia el sur que viene de Broadway continúa hacia Whitehall Street. De acuerdo con la señalización, Whitehall Street empieza a una media cuadra antes hacia el norte en el extremo sur de Bowling Green. Cerca de ese punto, en la actual ubicación del 2 Broadway, Whitehall Street y Broadway antiguamente se interstaban con Marketfield Street. Esa intersección fue eliminada en 1880 por la construcción de New York Produce Exchange.
Whitehall Street tiene sentido sur por dos cuadras desde Stone Street, y se interseca con Bridge Street y Pearl Street. Estas dos cuadras de Whitehall Street están preservadas como parte de la grilla de calles de Nueva Ámsterdam, un Monumento Histórico de Nueva York. Al sur de Pearl Street, Whitehall Street continúa por dos cuadras más con sentido norte. La calle se interseca con State Street/Water Street antes de finalizar en la autopista FDR Drive. La cuadra más al sur, adyacente al Terminal del Ferry, provee acceso de la FDR Drive al Battery Park.

## Historia

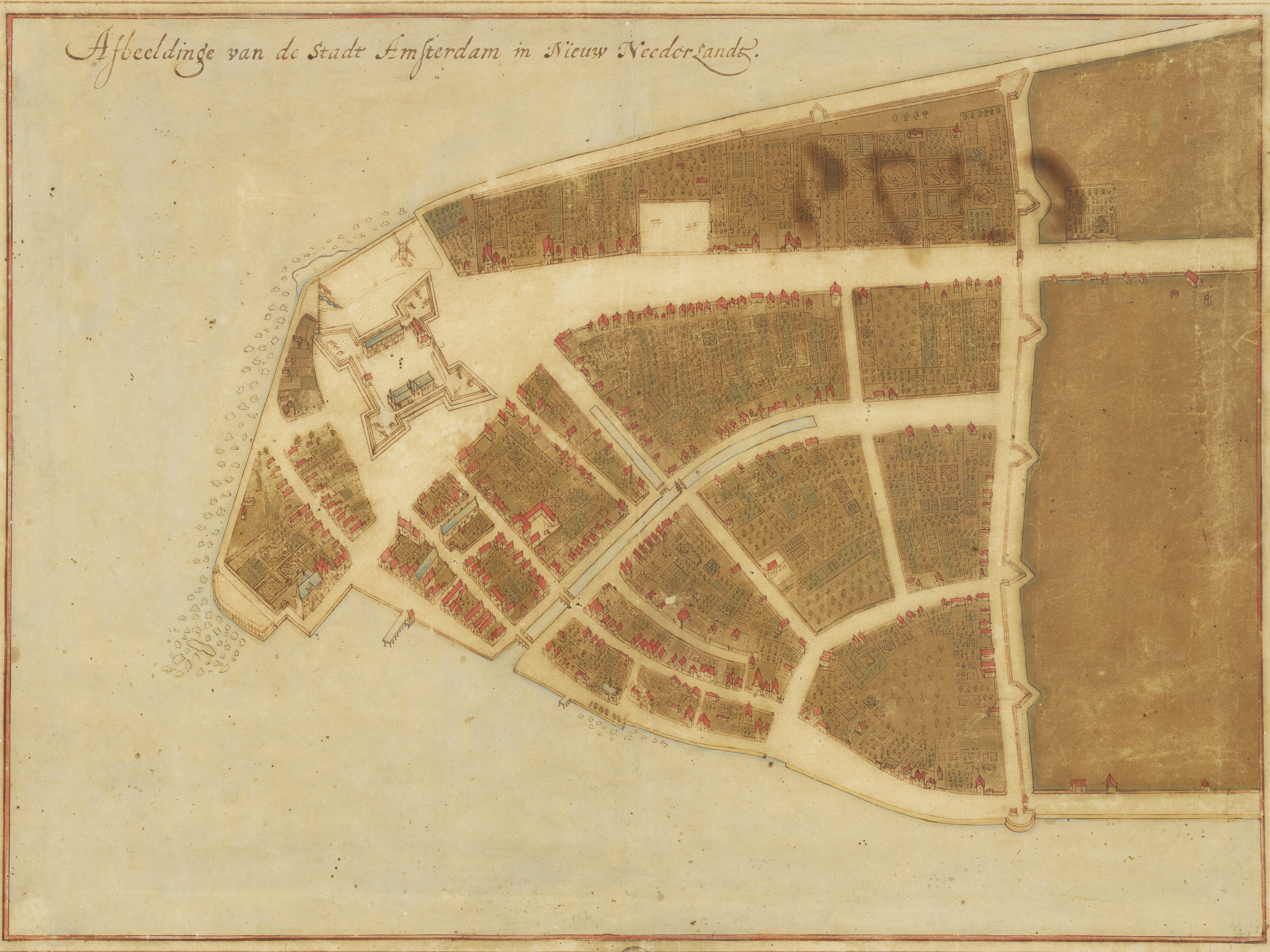
En el plano de Castello de 1660, Whitehall Street corre diagonalmente desde la parte baja izquierda hasta la parte superior derecha, debajo del fuerte con forma de estrella de la izquierda.

Whitehall Street es una de las calles más antiguas de Nueva York, siendo construida cerca de 1626, poco después de que la Compañía Neerlandesa de las Indias Occidentales estableció la colonia de Nueva Ámsterdam. Durante la era colonial neerlandesa, parte de la calle era conocida como Markvelt o Marckvelt, a pesar de que el nombre parece solamente haberse aplicado a la porción norte de la misma. Otra parte de Whitehall Street también fue conocida como Beurs Straat, mientras que la cuadra entre las calles Pearl y State fue conocida como Waterside o Lang Straat. En los años 1640, se otorgó tierras a varios colonos en Whitehall Street. En la intersección de lo que es hoy Pearl y Whitehall, el gobernador colonial neerlandés Peter Stuyvesant construyó la Casa del Gobernador cerca a 1657. Los británicos tomaron control de Nueva Ámsterdam en 1664, y luego ese edificio fue conocida como "Whitehall", según la sede de gobierno de Inglaterra, Whitehall en Londres.
En 1676, la calle fue descrita como lugar de "doce casas de la mejor clase". Bajo el liderazgo del gobernador colonial británico Edmund Andros, una gran fortificación semicircular de madera y piedra fue construida en el extremo sur de la actual Whitehall Street. Fue comúnmente conocida como la Whitehall Battery. Había también un pozo de agua potable, "De Riemer's Well" en el centro de Whitehall Street cerca de Bridge Street. La sección entre las calles State y Pearl fue conocida como Leisler Street para 1720. Toda la calle fue comúnmente conocida como "Whitehall Street" para 1731.
Para 1790, Whitehall Street había asumido su actual trayecto cuando la Government House se construyó en el extremo norte de la calle. La sección de Whitehall Street desde Bowling Green hasta State Street se ensanchó y enderezó en 1859.
Modificaciones al patrón de tráfico de Whitehall Street fueron hechas en el siglo XXI. En el 2010, el Departamento de Transporte de la Ciudad de Nueva York anunció sus planes de mejorar la intersección de las calles Water y Whitehall mediante la creación de una plaza pedestre pintada en una pista auxiliar de poco uso en la esquina noreste de esa intersección. La cuadra de Whitehall Street entre Pearl y Water también sería convertida de una calle de doble sentido a una calle de un solo sentido rumbo norte, con una vereda pintada en el lado este de la cuadra. En mayo del 2012, siguiendo la exitosa implementación de la plaza pedestre entre las calles Pearl y Water, se propusieron espacios pedestres adicionales en ambos lados de Whitehall Street desde Pearl Street hasta Bowling Green. Estas mejoras fueron completadas en septiembre del 2012.

## Arquitectura

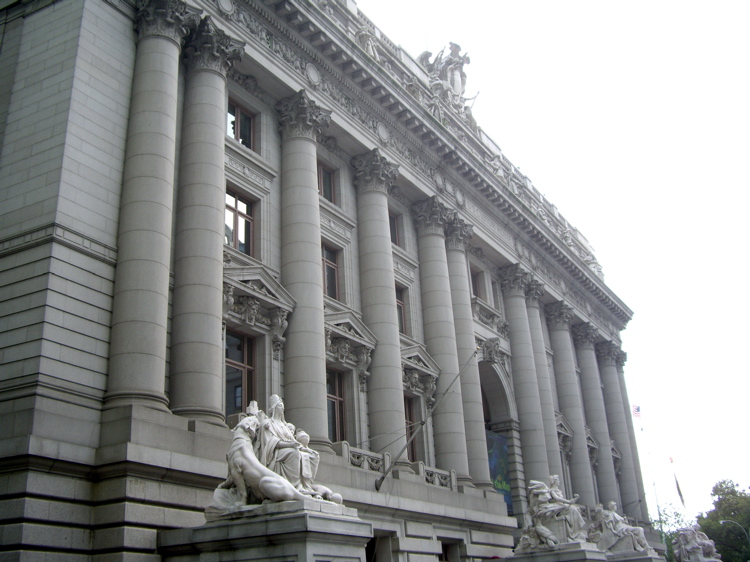
El edificio Alexander Hamilton U.S. Custom House visto desde la otra vereda de Whitehall Street

En la esquina noreste de las calles Whitehall y Stone se encuentra 2 Broadway, una torre de 32 pisos diseñada por Emery Roth & Sons y construida entre 1958 y 1959. El edificio originalmente alojó firmas financieras, pero a principios de los años 2000, Skidmore, Owings & Merrill renovó el edificio y lo convirtió en la sede principal para la Autoridad Metropolitana del Transporte. En la esquina sureste de la misma intersección, la estructura de 23 pisos de 1 Whitehall Street fue completada en 1962, también con diseño de Emery Roth & Sons.
En la vereda occidental entre Bowling Green y Bridge Street se encuentra la Alexander Hamilton U.S. Custom House. Completada en 1907 según diseños de Cass Gilbert, originalmente sirvió como aduana del puerto de Nueva York. Desde 1994, alberga el George Gustav Heye Center del Museo Nacional del Indígena Americano. El edificio es un Monumento Histórico de Nueva York y un Monumento Histórico Nacional.

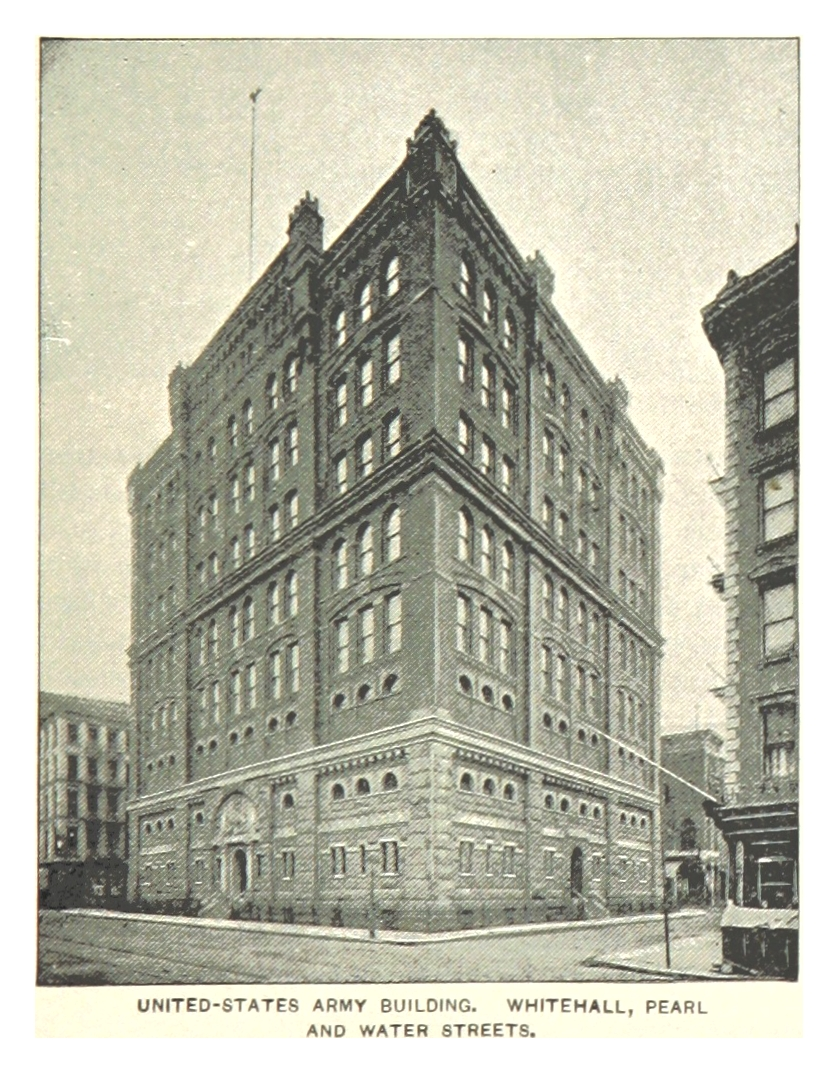
Edificio del Ejército

El edificio del Ejército en el 39 de Whitehall Street, entre las calles Pearl y Water, fue utilizado como oficinas, centro de reclutamiento militar y estación de examen e ingreso de las fuerzas armadas entre 1884 hasta el fin de la guerra de Vietnam. Cerca de tres millones de estadounidenses fueron ingresados al edificio del Ejército antes de que fuera cerrado luego de dos atentados con bombas realizados por personas contrarias a la guerra (en 1968 y 1969). El daño fue superficial y, en 1986, fue reutilizada como un condominio con frontis de vidrio y espacio comercial, diez pisos adicionales y la nueva dirección de 3 New York Plaza.
Al sur del 3 New York Plaza se encuentra el 1 New York Plaza, que ocupa la vereda este de Whitehall Street  entre las calles Water y la autopista FDR Drive. El edificio de 50 pisos fue construido en 1969 según diseños de William Lescaze & Asoc. y Kahn & Jacobs.
El New Amsterdam Plein and Pavilion, en Peter Minuit Plaza en la intersección de Whitehall Street con la calle State Street, fue un regalo de los Países Bajos a la ciudad de Nueva York en celebración del cuatricentenario de la llegada de Henry Hudson a la Bahía de Nueva York en 1609. El pabellón de 460 metros cuadrados, con la forma de una flor, fue diseñado por los arquitectos neerlandeses Ben van Berkel y Caroline Bos, y muestra barras radiantes de led; es tanto un café como un centro de visitantes. La plataforma ajardinada ("plein" in Dutch) con bancas de diseño moderno, pasarelas con pasajes grabados de The Island at the Center of the World de Russell Shorto, sobre la fundación de Manhattan, y un mapa del plano de Castello de Nueva Ámsterdam en 1660, tallada en piedra.

### Antiguos edificios
2 Broadway fue el sitio del antiguo Bolsa de productos de Nueva York. La estructura de la bolsa, diseñada por George B. Post y terminada en 1884, fue el primer edificio en el mundo en combinar hierro forjado y albaniñería en su construcción estructural. Fue demolida en 1957 para hacer espacio al 2 Broadway.
El Alexander Hamilton U.S. Custom House fue el sitio del Fort Amsterdam, construido por la Compañía Neerlandesa de las Indias Occidentales para defender sus operaciones en el constructed by the Dutch West India Company to defend their operations in the Valle del Hudson. El fuerte se convirtió en el núcleo de la colonia de Nueva Ámsterdam, y a su vez, de la ciudad de Nueva York. La Government House fue subsequentemente construida en el sitio del Fort Amsterdam y, luego de 1799, albergó una anterior locación para la oficina de aduanas del puerto de Nueva York. La antigua casa de gobierno fue demolida en 1815, y el sitio fue luego ocupado por casas de varios neoyoquinos ricos.
Cerca del final de la calle, se encuentra el sitio de la casa del gobernador construida por Peter Stuyvesant, demolida hace tiempo . En el plano de Castello de 1660, Whitehall, con su tejado blanco, se levanta en una pieza de terreno sobresaliente en el extremo de Manhattan, frente a la orilla del río Este.  El único jardín de esparcimiento en la Nueva Ámsterdam del siglo XVII se extiende detrás de ella en un parterre modelado de cuatro esquinas. Otros campos en el centro de las manzanas son comunes y huertas.

## Transporte

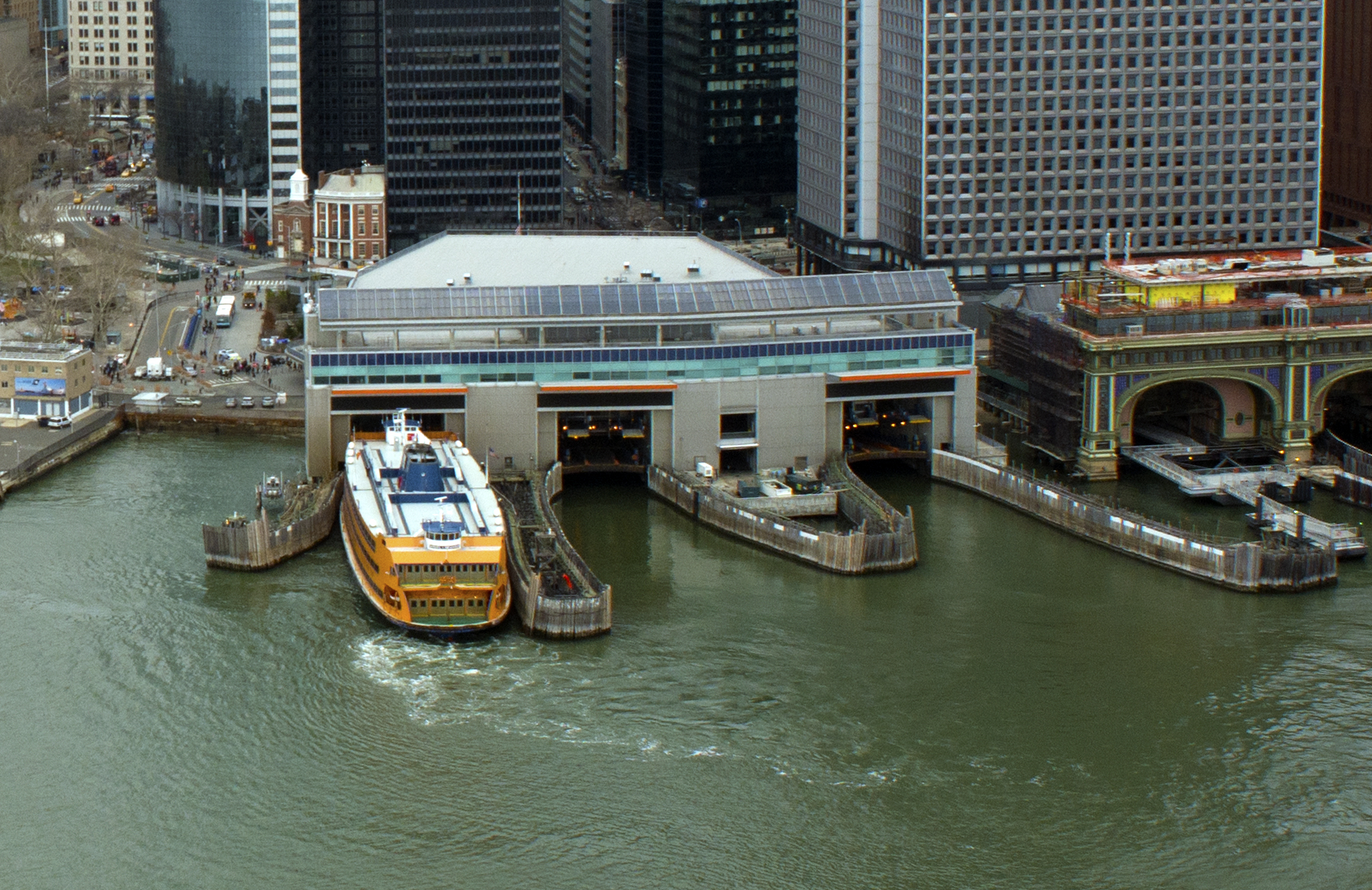
Terminal Whitehall del Ferry de Staten Island

Hay un terminal activo del ferry de pasajeros en el extremo sur de Whitehall Street: el Terminal Whitehall, que sirve al Ferry de Staten Island. Sin embargo, su infraestructura en uso ha sido cambiada a través de las décadas así como los destinos a los que sirve. La terminal original servía a Brooklyn, Governors Island, Staten Island, y Jersey City, Nueva Jersey, y contenía conexiones a las líneas de trenes elevados de la  Interborough Rapid Transit Company en la estación South Ferry. Incluso, el terminal sirvió alguna vez tráfico vehiular. El metro ha remplazado las líneas elevadas y los carros hoy usan cruces como el Túnel Brooklyn–Battery. La estructura fue renovada en los años 1950 y reabierta en 1956. Fue destruida por un incendio en 1991.  It was renovated in 1992–2005.
El Battery Maritime Building, que alberga el ferry a Governors Island, se encuentra al este del Terminal Whitehall. Está abierto al público de abril a octubre. Terminado en 1909, el terminal fue renovado en el 2001 y en el 2005. El edificio esta listado en el Registro Nacional de Lugares Históricos.
La estación Whitehall Street–South Ferry (trenes 1, N, R, y W) del Metro de Nueva York está ubicado en Whitehall Street. Sus ingresos se ubican en los extremos norte y sur de la calle (esquinas con Stone Street y en el terminal del ferry a Staten Island, respectivamente). La estación de metro Bowling Green (trenes 4 y 5) se encuentra justo al norte de la Alexander Hamilton U.S. Custom House, is also on Whitehall Street.

## En la cultura popular
El antiguo centro de inducción militar en el 39 de Whitehall Street fue mencionado en la canción "El restaurante de Alicia" de Arlo Guthrie.